# Juan Vargas Gómez
Juan Vargas Gómez es un político peruano. Fue alcalde del distrito de Quilahuani entre 1999 y 2002 y consejero del Gobierno Regional de Tacna entre 2007 y 2010.
Nació en el distrito de Quilahuani, provincia de Candarave, departamento de Tacna, Perú, el 24 de mayo de 1952. Su primera participación política se dio en las elecciones municipales de 1993 cuando fue elegido regidor de la provincia de Tarata por la lista independiente Cambio 93 de orientación fujimorista. En las elecciones municipales de 1998 fue elegido alcalde distrital de Quilahuani por el entonces Movimiento Independiente Somos Perú. Participó en las elecciones regionales del 2006 en las que fue elegido como consejero regional durante la gestión de Hugo Ordóñez Salazar.